# Monika Sadkowska
Monika Emilia Sadkowska is een Pools klimaatactiviste.

## Biografie
Sadkowksa woont in Warschau en behaalde in 2013 een bachelor in "cultureel management" aan de SGH handelshogeschool van Warschau en vervolgens een master in Cultuurwetenschappen aan de Universiteit van Warschau. Van 2008 tot 2011 was ze zangeres bij de Poolse rockband Żywiołak.

## Activisme
Sadkowska begon als activiste in 2016 en was in de zomer van 2018 mede-organisator van het eerste "klimaatkamp" in Polen, in Świętno, dat 400 deelnemers telde. Het kamp was enerzijds bedoeld om de publieke aandacht te vestigen op de ingrijpende effecten van steenkoolwinning, anderzijds mobiliseerde het mensen om samen te werken.

Vanaf juli 2019 was ze woordvoerster voor de campagne ClientEarth en vanaf februari 2021 is ze coördinator voor het secretariaat van het  Forum of Mayors for Just Transition van de WWF Polen. Op dit forum wisselen burgemeesters informatie en ervaringen uit over het proces van hun stad om steenkool als energiebron te vervangen.